# Friedrich Thiergart
Friedrich Thiergart (* 1. September 1905 in Lübben (Spreewald); † 21. August 1977 in Berlin) war ein deutscher Apotheker, Paläobotaniker und Palynologe. Er gilt als einer der Pioniere in der vor-eiszeitlichen Pollenforschung.

## Leben
Friedrich Thiergart studierte an der Friedrich-Wilhelms-Universität zu Berlin Pharmazie, bestand 1930 das Pharmazeutische Staatsexamen und arbeitete anschließend in der Nazareth-Apotheke in Wedding.
Im Jahr 1937 wurde er an der Friedrich-Wilhelms-Universität zu Berlin mit einem paläobotanischen Thema über Pollen zum Dr. phil. promoviert.
Nach Ende des Zweiten Weltkriegs war die zunächst im Jahr 1931 unter dem Namen Margareten-Apotheke in Berlin-Frohnau gegründete Apotheke ausgebrannt; der bisherige Inhaber hatte sich vor dem Einmarsch der Roten Armee im April 1945 gemeinsam mit seiner Frau vergiftet. Friedrich Thiergart baute gemeinsam mit seiner Frau Berta (1906–1986), die approbierte Apothekerin war und als Jüdin während der Zeit des Nationalsozialismus Berufsverbot hatte, die Apotheke am Ludolfingerplatz 2 in Frohnau neu auf. Zur besseren Unterscheidbarkeit von den zahlreichen Berliner Margareten-Apotheken brachte er diese 1947 bei der Neugründung als Elch-Apotheke aus und leitete diese Apotheke ab diesem Zeitpunkt bis zum Jahr 1968. Des Weiteren erhielt Friedrich Thiergart kurze Zeit später an der 1948 gegründeten Freien Universität Berlin einen Lehrauftrag zur Einführung in pollen-analytische Untersuchungsmethoden auf dem Gebiete der Paläobotanik.
Im Jahr 1955 wurde er Mitglied der Internationalen Gesellschaft für Geschichte der Pharmazie.
Seine Pionierleistung als Paläobotaniker liegt in der Tatsache begründet, dass er 1949 der erste Forscher war, der versuchte, den Sporeninhalt des gesamten Mesozoikums vom Keuper an in seiner ganzen geologischen Reichweite zu erfassen und darzustellen.
Später untersuchte er auch die Sporen und Pollen der oligozänen Fossillagerstätte Rott und veröffentlichte 1958 seine Erkenntnisse über die Sporomorphen-Flora von Rott im Siebengebirge.
Seine Forschungsreisen, die er mit dem Direktor des Berliner Botanischen Gartens und Museums Erich Werdermann unternahm, führten ihn von Namibia bis nach Spitzbergen.
Im Jahre 1968 zog sich Friedrich Thiergart aus dem Geschäftsleben zurück und übergab die Apotheke seinem ehemaligen Praktikanten Albert Schatz, der zwischenzeitlich die Ausbildung zum Apotheker erfolgreich abgeschlossen hatte. Friedrich Thiergart wurde im August 1977 auf dem Friedhof in Berlin-Hermsdorf, Frohnauer Straße, beigesetzt. Nachdem auf derselben Grabstelle später auch seine am 7. September 1986 verstorbene Ehefrau Berta Thiergart beigesetzt worden war, wurde das Grab danach nach Ablauf von 20 Jahren eingeebnet.
Friedrich Thiergart ist Erstbeschreiber des Taxons Aratrisporites saturni (Thiergart 1949).
Karl Mädler benannte ihm zu Ehren die Gattung Thiergartisporis Mädler, 1964. Des Weiteren wurde die für die chronostratigraphische Gliederung der Trias wichtige Leitform Stellapollenites thiergartii (Mädler, 1964) Clement-Westerhof et al., 1974, nach Friedrich Thiergart benannt.

## Schriften
- Die Pollenflora der Niederlausitzer Braunkohle, besonders im Profil der Grube Marga bei Senftenberg. In: Jahrbuch der Preußischen Geologischen Landesanstalt für das Jahr 1937. Band 58, Berlin 1938, S. 282–351, Tafel 22–30 (Digitalisat)
- Die Mikropaläontologie als Pollenanalyse im Dienst der Braunkohlenforschung. Enke, Stuttgart 1940 (Digitalisat)
- Der stratigraphische Wert mesozoischer Pollen und Sporen. In: Palaeontographica. Abteilung B, Band 89, 1949, S. 1–34
- Die Sporomorphen-Flora von Rott im Siebengebirge. In: Fortschritte der Geologie von Rheinland und Westfalen. Band 2, 1958, S. 447–456